# Lomas Verdes, Puebla
Lomas Verdes är en ort i Mexiko.   Den ligger i kommunen Xicotepec och delstaten Puebla, i den sydöstra delen av landet, 150 km nordost om huvudstaden Mexico City. Lomas Verdes ligger 1 165 meter över havet och antalet invånare är 782.
Terrängen runt Lomas Verdes är kuperad åt sydväst, men åt nordost är den bergig. Runt Lomas Verdes är det ganska tätbefolkat, med 149 invånare per kvadratkilometer. Närmaste större samhälle är Xicotepec de Juárez, 2,0 km nordväst om Lomas Verdes. I omgivningarna runt Lomas Verdes växer i huvudsak städsegrön lövskog.